# Cermet
Cermets (zusammengesetzt aus englisch ceramic und metal) sind Verbundwerkstoffe aus keramischen Werkstoffen in einer metallischen Matrix (Bindemittel). Sie zeichnen sich durch eine besonders hohe Härte und Verschleißfestigkeit aus.

## Cermets und Hartmetalle
Der Begriff Cermet bezeichnet vor allem im anglo-amerikanischen Sprachgebrauch alle Arten von Hartstoffen. Deswegen zählen auch die Hartmetalle, insbesondere wolframcarbid-freie Hartmetall-Schneidstoffe, zu den Cermets, obwohl es Unterschiede im Herstellungsverfahren, im mechanischen Verhalten sowie in den Wechselwirkungen zwischen den Verbundkomponenten gibt. Als Grenze zu den Hartmetallen wird die elektrische Leitfähigkeit angeraten, wobei Cermets als Nichtleiter gelten. Außerdem haben Cermets eine höhere Thermoschock- und Oxidationsbeständigkeit als Sinterhartmetalle.

## Zusammensetzung und Gefüge
Cermets bestehen im Wesentlichen aus Titancarbid (TiC), Titannitrid (TiN) und Mischungen daraus, dem Titancarbonitrid. Diese Stoffe verleihen den Cermets auch bei hohen Temperaturen eine hohe Härte. Zwischen den Hartstoff-Körnern befindet sich eine Bindephase, die für die Zähigkeit verantwortlich ist.
Die keramischen Komponenten sind oft Aluminiumoxid (Al2O3) und Zirconiumdioxid (ZrO2), während als metallische Komponenten Niob, Molybdän, Titan, Cobalt, Zirconium, Chrom und andere in Frage kommen.
Das Gefüge besteht aus gerundeten schalenartig aufgebauten Körnern, zwischen denen die Bindephase liegt, also Nickel- oder Kobalt-Mischkristalle. Die Reihenfolge der Schalen ist unterschiedlich: Es gibt Körner mit Titannitrid im Kern, gefolgt von einer Schale aus Ti, Ta, W, C, N mit überwiegend Titan und Stickstoff und einer äußeren Schale aus Ti, Ta, W, Mo, C, N mit überwiegend Titan und Kohlenstoff. Andere Körner enthalten die letztgenannte Phase im Kern gefolgt von einer einzigen Schale aus Ti, Ta, W, Mo, C, N mit überwiegend Stickstoffverbindungen.

## Physikalische und technologische Eigenschaften
Da die Dichte von Titan verglichen mit Wolframcarbid sehr niedrig ist, sind Cermets sehr leicht. Sie haben eine kleinere Wärmeleitfähigkeit und größere Wärmedehnung als Hartmetalle auf Wolframcarbid-Basis. Die Bruchzähigkeit ist geringer, die chemische Beständigkeit vor allem gegenüber Eisen aber höher. Werkzeuge aus Cermet haben eine hohe Kantenfestigkeit und verschleißen langsamer.
Die stark unterschiedliche Dichte zwischen den metallischen und keramischen Sinterkomponenten führen leicht zur Entmischung, so dass stabilisierende Zusätze nötig sind. Der Sinterprozess läuft wie bei homogenen Pulvern ab, nur dass bei gleicher Presskraft das Metall stärker verdichtet wird als die Keramik.

## Verwendung

### Einsatz bei Zerspanungswerkzeugen
Cermets auf der Basis von Titancarbid (TiC) oder Titannitrid (TiN) und Mischungen daraus, das Titancarbonitrid  (TiCN) und Tantalcarbid (TaC), die in einer Niob-, Molybdän-, Nickel- oder seltener Cobalt-Bindephase eingebettet sind, werden als Schneidstoff-Schichten verwendet. (Teilweise sind je nach geplantem Anwendungszweck andere Zusatzstoffe wie Molybdäncarbid, Vanadiumcarbid, Zirconiumcarbid und andere Zusatzstoffe enthalten.) Sie sind ein komplexes Vielstoffsystem mit weiteren Elementen wie Tantal. Im Gegensatz zu herkömmlichen Hartmetall-Dreh- und Fräswerkzeugen enthalten Cermets kein oder nur wenig Wolframcarbid (WC). Wegen ihrer hohen Sprödheit und Diffusionsbeständigkeit und geringen Zähigkeit bilden sie den Übergang von den Hartmetallen zu den Schneidkeramiken. Die für Cermets benötigten Rohstoffe Titan und Nickel sind weltweit gut verfügbar, was ein wichtiger Vorteil gegenüber anderen Hartmetallen ist.
Der große Vorteil von Cermets als Schneidstoffe liegt in ihrer hohen Temperaturwechselfestigkeit, die bis zu 1800 °C betragen kann. Dadurch ist der Einsatz von Cermets auch mit Kühlschmiermitteln möglich. Monolithische Fräser aus Cermet haben sich aufgrund der geringen Biegebruchfestigkeit nicht durchgesetzt.
Die Kurzbezeichnung als Schneidstoff nach ISO 513 ist HT (Hartmetall, Titancarbid(-nitrid)-basis). Cermets gibt es auch mit Beschichtungen.

#### Einsatzgebiete
Cermets wurden zunächst beim Feindrehen eingesetzt. Seit es zähere Sorten gibt, wird es beim Drehen auch bei mittleren Beanspruchungen, beim Gewindedrehen und beim Fräsen eingesetzt. Bearbeitet werden Stahl und Gusswerkstoffe. Besonders verbreitet sind sie in der Serienfertigung mit geringen Aufmaßen. Die Schnittgeschwindigkeiten beim Drehen von Stahl liegen bei 80 bis 500 m/min bei Vorschüben von 0,03 mm und Schnitttiefen von 0,05 bis 3 mm.
Aluminium und Kupfer lassen sich mit Cermets nicht bearbeiten, da es zur Aufbauschneidenbildung kommt. Nickellegierungen reagieren mit dem Bindemetall und verschweißen auf der Spanfläche.
Die folgende Tabelle zeigt die Eigenschaften der Cermets HT-P05, HT-P10 (beide Feinbearbeitung), HT-P20 (mittlere Bearbeitung), des Wolframcarbid-Hartmetalls HW-P20 (mittlere Bearbeitung) und der Aluminiumoxid-Schneidkeramiken.
| Sorte                                            | HT-P05      | HT-P10      | HT-P20      | HW-P10                                | Aluminiumoxid- Schneidkeramik |
| ------------------------------------------------ | ----------- | ----------- | ----------- | ------------------------------------- | ----------------------------- |
| Zusammensetzung [Massen-%] (TiC + TiN / Co + Ni) | 89,6 / 10,4 | 86,5 / 13,5 | 83,3 / 16,7 | 55 % WC / 36 % (TiC/TaC/NbC) / 9 % Co | 85–95 % Al2O3 + 5–15 % ZrO2   |
| Dichte [g/cm−3]                                  | 6,1         | 7,0         | 7,0         | 10,6                                  | 4,0–4,2                       |
| Härte [ HV 30 ]                                  | 1650        | 1600        | 1450        | 1560                                  | ----------                    |
| Druckfestigkeit [N/mm2]                          | 5000        | 4700        | 4600        | 4500                                  | 4500–5000                     |
| Biegefestigkeit [N/mm2]                          | 2000        | 2300        | 2500        | 1700                                  | 600–800                       |
| E-Modul [103 N/mm2]                              | 460         | 450         | 440         | 520                                   | 380–410                       |
| Bruchzähigkeit [Nm1/2/mm2]                       | 7,2         | 7,9         | 10,0        | 8,1                                   | 3,5–5,8                       |
| Wärmeleitfähigkeit [W(mK)−1]                     | 9,8         | 11,0        | 15,7        | 25                                    | 15–25                         |
| Wärmeausdehnungskoeffizient [10−6K−1]            | 9,5         | 9,4         | 9,1         | 7,2                                   | 7–8                           |

### Sonstige Anwendungen
Verschiedene Materialkombinationen werden auch als Leitermaterial oder Widerstandsschicht in elektronischen Dickfilm-Schaltkreisen oder Trimmpotentiometern eingesetzt. Des Weiteren haben sie sich als Thermoelement-Schutzrohre in der Schmelzmetallurgie eingeführt und ermöglichten beispielsweise die vollständige Automatisierung des Linz-Donawitz-Verfahrens.
Eine weitere Anwendung findet sich in der Verarbeitung als panzerbrechende Munition. Das Cermet ist dabei der Kern des Geschosses, welches ähnliche Wirkprinzipien wie beim Hartkerngeschoss aufweist. Verwendung fand diese Munition für die 15-mm-Mauser-Maschinenkanone MG 151/15.